# Kurt Sulzenbacher
Kurt Sulzenbacher (ur. 29 października 1976 w San Candido) – włoski narciarz alpejski. Zajął 18. miejsce w zjeździe na igrzyskach w Turynie w 2006 r. Zajął też 14. miejsce w zjeździe na mistrzostwach świata w Bormio i mistrzostwach świata w Åre. Najlepsze wyniki w Pucharze Świata osiągnął w sezonie 2001/2002, kiedy to zajął 20. miejsce w klasyfikacji generalnej, a w klasyfikacji zjazdu był ósmy.

## Sukcesy

### Puchar Świata

#### Miejsca w klasyfikacji generalnej
- 1998/1999 – 105.
- 1999/2000 – 60.
- 2000/2001 – 79.
- 2001/2002 – 20.
- 2002/2003 – 63.
- 2003/2004 – 70.
- 2004/2005 – 41.
- 2005/2006 – 90.
- 2006/2007 – 50.
- 2007/2008 – 53.

#### Miejsca na podium
1. Val d’Isère – 8 grudnia 2001 (zjazd) – 2. miejsce
2. Val Gardena – 14 grudnia 2001 (zjazd) – 3. miejsce